# Wörthsee (gmina)
Wörthsee – miejscowość i gmina w Niemczech, w kraju związkowym Bawaria, w rejencji Górna Bawaria, w regionie Monachium, w powiecie Starnberg. Leży około 15 km na północny zachód od Starnberga, nad jeziorem Wörthsee, przy autostradzie A96 i linii kolejowej Monachium – Herrsching am Ammersee.

## Demografia
Dane o ludności z 31 grudnia 2008:
| Opis                                | Ogółem | Ogółem | Kobiety | Kobiety | Mężczyźni | Mężczyźni |
| ----------------------------------- | ------ | ------ | ------- | ------- | --------- | --------- |
| Jednostka                           | osób   | %      | osób    | %       | osób      | %         |
| Populacja                           | 4695   | 100    | 2391    | 50,93   | 2304      | 49,07     |
| Wiek przedprodukcyjny (0–17 lat)    | 892    | 19     | 427     | 9,09    | 465       | 9,9       |
| Wiek produkcyjny (18–65 lat)        | 2888   | 61,51  | 1482    | 31,57   | 1406      | 29,95     |
| Wiek poprodukcyjny (powyżej 65 lat) | 915    | 19,49  | 482     | 10,27   | 433       | 9,22      |

## Polityka
Wójtem gminy jest Peter Flach z CSU, rada gminy składa się z 16 osób.
|      | CSU | SPD/PF | Zieloni | PFUWG/FW | FBF | FW | Razem |
| 2008 | 8   | 3      | 3       | -        | -   | 2  | 16    |
| 2002 | 7   | 4      | 3       | 1        | 1   | -  | 16    |